# Une visite au Louvre
Une visite au Louvre è un documentario del 2004 diretto da Danièle Huillet e Jean-Marie Straub e basato sulla vita del pittore francese Paul Cézanne.